# Необычайная кончина Кинкаса Сгинь Вода
«Необыча́йная кончи́на Ки́нкаса Сгинь Вода́» (точнее «Смерть и смерть Ки́нкаса Крик из Воды́» (порт. A Morte e a Morte de Quincas Berro d’Água, также встречаются варианты орфографии D’Água и Dágua) — новелла классика бразильской литературы Жоржи Амаду, созданная в 1959 году и впервые вышедшая в журнальной публикации в 1959 году. Книжное издание появилось в 1961 году. Перевод на русском языке был опубликован в 1963 году.

## Описание
Написана и впервые издана в 1959 году в журнале «Сеньор» (Senhor). Создана между романами «Габриэла, корица и гвоздика» (1958) и «Старые моряки, или Чистая правда о сомнительных приключениях капитана дальнего плавания Васко Москозо де Араган» (1961), вместе с которой вышла в книжной публикации под общим названием «Старые моряки» в 1961 году. Действие происходит в Баие, поэтому вместе с предшествующим романом и последующей новеллой данное произведение относится к циклу о  Баие.
Имеются некоторые черты, сближающие автора и заглавного героя. Оба интересовались магическим миром кандомбле. Писатель охарактеризовал Кинкаса как «короля бродяг Баии», но не стеснялся повторять презрительную оценку о себе некоего литературного критика «романист проституток и бродяг» (порт. Romancista de putas e de vagabundos, что указал в мемуарах «Каботажное плавание».
На языке оригинала выходила в Португалии и была переведена на азербайджанский, английский, арабский, болгарский, венгерский, датский, испанский, иврит, итальянский, китайский, литовский, македонский, молдавский, немецкий, польский, русский, финский, французский, чешский, эсперанто, японский языки.
Некоторые критики считают данное произведение шедевром Амаду, другие в своей оценке идут дальше, высказываясь о нём как о лучшей новелле всей бразильской литературы. Тест послужил основой одноимённых театральной постановки, телефильма (1978) и полнометражной экранизации «Кинкас Крик из Воды» (2010).

## Сюжет
На примере смерти бывшего чиновника Жуакина Соареса да Кунья (Joaquim Soares da Cunha), более известного по прозвищу Кинкас — «король бродяг Баии» и любимец путан — Амаду рассуждает о смысле и значении смерти как таковой при оценке жизненного пути человека. Читателю даётся право выбора, какую из трёх смертей героя считать главной: умер ли Жуакин Соарес да Кунья для родных тогда, когда ушёл из семьи, после чего не виделся с дочерью 15 лет, действительно ли он умер утром в одиночестве на своей постели от алкоголя, или же Кинкас Крик из Воды утонул в море?
В переводах новеллы на английский и итальянский языки в её названии обозначены две смерти, или двойная смерть — тогда читатель сам решает, какая из них настоящая. Однако, титул может трактоваться шире: может ли считаться живым смирившийся с обыденностью человек, изо дня в день на протяжении 25 лет убивавший себя на посту государственного служащего, чиновника налоговой конторы?
Дочь и зять стесняются друзей Кинкаса, принадлежащих к иному сословию, к низам Баии. Родственники желают похоронить усопшего при соблюдении элементарных приличий, хотя, не будучи расположены к бодрствованию у тела ночь напролёт, уступают это право верным собутыльникам покойного, которые меняют предназначенный для похорон костюм на обычную одежду, выводят героя на улицы Салвадора, дают ему выпить кашасы. Как писала И. А. Тертерян, «Приключения ожившего трупа Кинкаса Сгинь Вода развёртываются в то время, когда друзья волокут его в порт, чтобы он, хоть мёртвый, попробовал бы вкуснейшую мокеку (порт. moqueca), приготовленную Мануэлем». В итоге свою истинную и славную смерть Кинкас встречает в морской пучине, куда он погружается с безмолвным криком, поскольку закрыл рот, чтобы не набраться воды.

## Перевод на русский язык
Первая публикация перевода
- Амаду Ж. Необычайная кончина Кинкаса Сгинь Вода / Пер. с порт. Ю. Калугина // Иностранная литература : Литературно-художественный журнал. — М., 1963. — С. 87—114. — ISSN 0130-6545.

В собраниях сочинений
- Амаду Ж. Необычайная кончина Кинкаса Сгинь Вода // Избранные произведения : в 2 т. / Жоржи Амаду ; Сост., предисл. И. А. Тертерян; пер. с порт. Ю. А. Калугина. — М. : Художественная литература, 1982. — Т. 2. — 583 с.
- Амаду Ж. Необычайная кончина Кинкаса Сгинь Вода // Собрание сочинений : в 3 т. / Жоржи Амаду ; Сост., предисл. И. А. Тертерян; пер. с порт. Ю. А. Калугина. — М. : Художественная литература, 1986. — Т. 1. — 527 с.